# Udo Zimmermann

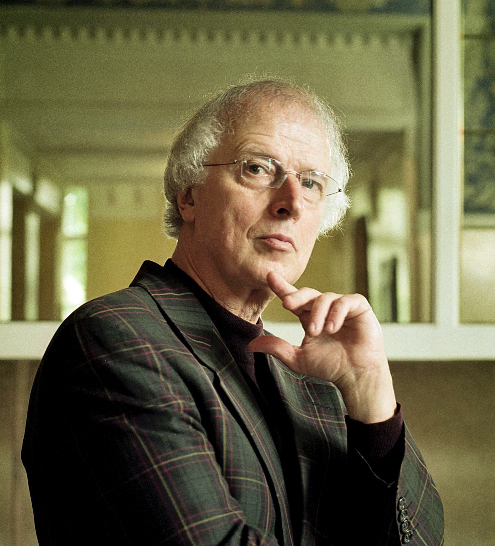
Udo Zimmermann, 2006

Udo Zimmermann (* 6. Oktober 1943 in Dresden; † 22. Oktober 2021 ebenda) war ein deutscher Komponist, Dirigent und Intendant.

## Leben
Zimmermann wurde 1943 in Dresden geboren. Von 1954 bis 1962 war er Mitglied im Dresdner Kreuzchor unter Rudolf Mauersberger, welcher erste Kompositionen betreute und mit dem Chor aufführte. Zu dieser Zeit festigte sich sein ästhetischer „Blick nach innen, auch unabhängig von christlicher Sinnsuche“. Nach dem Abitur studierte er an der Dresdner Musikhochschule bei Johannes Paul Thilman Komposition, außerdem Dirigieren (bei Rudolf Neuhaus) und Gesang. Er wurde 1968 Meisterschüler bei Günter Kochan an der Deutschen Akademie der Künste Berlin und arbeitete zwei Jahre als Assistent des Musiktheaterregisseurs Walter Felsenstein. 1970 wurde er Dramaturg für zeitgenössisches Musiktheater an der Staatsoper Dresden, wo er bis 1985 wirkte. Ab 1976 war er Dozent und ab 1979 Professor für Komposition an der Dresdner Musikhochschule; zu seinen Schülern gehörten Annette Schlünz, Caspar René Hirschfeld, Friedhelm Hans Hartmann und Jan Trieder.
1974 gründete Zimmermann das Dresdner „Studio Neue Musik“, aus dem 1986 in Dresden-Loschwitz das Dresdner Zentrum für zeitgenössische Musik hervorging, das sich als Forschungszentrum und Ausrichter von Konzerten und Festivals (Dresdner Tage der zeitgenössischen Musik) einen internationalen Ruf in der Szene der Neuen Musik erworben hat. 2004 überführte er es in das Europäische Zentrum der Künste Hellerau, das er bis 2008 als Intendant leitete.
1985 bis 1990 leitete Zimmermann die Werkstatt für zeitgenössisches Musiktheater an der Oper Bonn. Von 1990 bis 2001 war er Intendant der Oper Leipzig; auch hier galt sein Engagement besonders dem Musiktheater des 20. Jahrhunderts, zahlreiche Uraufführungen u. a. von Karlheinz Stockhausen, Dieter Schnebel und Jörg Herchet fanden in dieser Zeit statt, das Opernhaus wurde mehrfach ausgezeichnet. Die Hälfte seiner Neuproduktionen waren moderne Stücke und Uraufführungen, die mit namhaften Persönlichkeiten des Regietheaters – so zum Beispiel Ruth Berghaus, Peter Konwitschny, George Tabori – zum Erfolg beitrugen.
1997 bis 2011 hatte er die künstlerische Leitung der Reihe musica viva des Bayerischen Rundfunks inne und brachte hier in den 14 Jahren seines Wirkens 175 Werke zur Uraufführung. Von 2001 bis 2003 war er Generalintendant der Deutschen Oper Berlin. Von 2004 bis 2008 entwickelte er als Gründungsintendant des Europäischen Zentrums der Künste Hellerau u. a. in Zusammenarbeit mit dem Choreografen William Forsythe das historische Festspielhaus Hellerau zu einem wichtigen Standort für die zeitgenössischen Künste.
1993 und 1995 war Zimmermann Composer in Residence bei den Salzburger Festspielen. Als Dirigent gastierte er ab 1979 u. a. bei den Berliner Philharmonikern, Wiener Symphonikern, beim Gewandhausorchester, Symphonieorchester des Bayerischen Rundfunks, Rundfunk-Sinfonieorchester Berlin, NDR Sinfonieorchester, Tonhalle-Orchester Zürich und bei der Staatskapelle Dresden. Zudem wurde er an den Opernhäusern Wien, Hamburg, München und Bonn tätig.
1983 wurde er zum Ordentlichen Mitglied der Akademie der Künste der DDR berufen. Von 1985 bis 1989 war er Vorstandsmitglied des Verbandes der Komponisten und Musikwissenschaftler der DDR. Zimmermann war Mitglied der Akademie der Künste Berlin-Brandenburg, deren Sektion Musik er von 2003 bis 2008 als Direktor vorstand, der Europäischen Akademie der Wissenschaften und Künste, der Freien Akademie der Künste zu Leipzig (Präsident von 1992 bis 1997), der Sächsischen Akademie der Künste (Präsident von 2008 bis 2011), der Freien Akademie der Künste Hamburg und der Bayerischen Akademie der Schönen Künste. Von 1996 bis 2001 war er Präsident des Sächsischen Kultursenats. 2008 wurde er zum Officier des Ordre des Arts et des Lettres ernannt.
Ab 2009 war Zimmermann mit Saskia Leistner verheiratet. Seiner ersten Ehe (1967–1970) mit Kristina Mann entstammt die Schauspielerin Claudia Michelsen; seiner zweiten Ehe (1970–2007) mit Elżbieta Holtorp entstammen zwei Söhne. Er lebte in Dresden und starb im Oktober 2021.
Udo Zimmermann war Bruder des Journalisten, Schriftstellers und Librettisten Ingo Zimmermann.

## Kompositorisches Schaffen
Zimmermanns Hauptaugenmerk galt dem Musiktheater, er schrieb mehrere Opern, von denen die Weiße Rose (1986) über die Geschwister Scholl internationalen Erfolg hatte; mit weit über 200 Produktionen seit ihrer Uraufführung ist sie eine der meistgespielten zeitgenössischen Opern. Die Ästhetik der Stille übernimmt hier den Ausdruck des Abstrakten und fordert die Bewusstwerdung und Rückbesinnung des Individuums auf sich selbst, gegen das Verschweigen der NS-Zeit und als Appell für eine weltoffene Gesellschaft der Zukunft. Weitere Werke dieser Gattung sind u. a. Levins Mühle (nach dem Roman von Johannes Bobrowski), Der Schuhu und die fliegende Prinzessin (nach einem Märchen von Peter Hacks) und Die wundersame Schustersfrau (nach Federico García Lorca).
Er schrieb außerdem Kammermusik sowie Vokal- und Orchesterwerke. Stilistisch rechnet man ihn zur Neuen Musik; seine musikalische Ausdrucksbreite war vielfältig und orientierte sich an einer jeweiligen plastischen Umsetzung der kompositorischen Aufgabe. Nach einer zwölfjährigen Schaffenspause aufgrund seiner umfangreichen Aufgaben als Intendant war er erst ab 2009 wieder kompositorisch aktiv, u. a. mit zwei Solokonzerten für den Cellisten Jan Vogler (2009) und die Geigerin Elena Denisova (2013).

## Auszeichnungen
- 1964: Kompositionspreis zum Treffen Junger Komponisten in Orvid, Jugoslawien
- 1965, 1966 und 1967: Mendelssohn-Stipendium
- 1968: Karl-Marx-Preis für Studenten
- 1971: Komponisten-Tribüne der UNESCO Paris
- 1972 und 1973: Hanns-Eisler-Preis des Rundfunks der DDR
- 1973: Martin-Andersen-Nexö-Kunstpreis der Stadt Dresden
- 1975: Nationalpreis der DDR III. Klasse für Kunst und Literatur
- 1987: Nationalpreis der DDR II. Klasse für Kunst und Literatur
- 1992: Kritikerpreis „Musik“ des Verbandes der Deutschen Kritiker
- 1993: Bundesverdienstkreuz 1. Klasse
- 2002: Sächsischer Verdienstorden
- 2008: Ernennung zum Officier des Ordre des Arts et des Lettres
- 2011: Goldene Medaille des Bayerischen Rundfunks

## Werke (Auswahl)

### Vokalmusik
- Sonetti amorosi für Alt, Flöte und Streichquartett, Text: Gaspara Stampa (1966)
- Ein Zeuge der Liebe die besiegt den Tod. Gesänge für Sopran und Kammerorchester nach Tadeusz Ròzewicz (1972)
- Psalm der Nacht, für sechzehnstimmigen Frauenchor, Männerstimmen, Schlagwerk und Orgel nach Texten von Nelly Sachs und des 130. Psalms De profundis (1976)
- Hymne an die Sonne für Sopran, Altflöte und Cembalo nach Heinrich von Kleist (1977)
- Wenn ich an Hiroshima denke. Liederzyklus für Sopran und Orchester bzw. Klavier nach Texten von Sadako Kurihara (1981/82)
- Pax questuosa (Der klagende Friede) für Soli, drei Kammerchöre und Orchester nach Dichtungen von Franz von Assisi, Czesław Miłosz und deutschsprachigen Autoren des 20. Jahrhunderts. Auftragswerk der Berliner Philharmoniker zum 100-jährigen Bestehen (1982, UA 14./15. Dezember 1982, Berliner Philharmonie unter Gary Bertini)
- Gib Licht meinen Augen oder ich entschlafe des Todes (1986)
- Ich bin eine rufende Stimme, für Soli, drei Chöre, Kinderchor und Orchester (1996/1997)

### Bühnenwerke (Opern)
- Die weiße Rose (Libretto von Ingo Zimmermann, Erstfassung 1967, Ein Stück für das Musiktheater, UA 17. Juni 1967, Kleines Haus der Staatstheater Dresden; erweiterte Zweitfassung 1968, Oper in acht Bildern und sieben Rückblenden, UA 6. Oktober 1968, Mecklenburgisches Staatstheater Schwerin)
- Die zweite Entscheidung (1970, Oper in sieben Bildern und drei Interludien, Libretto von Ingo Zimmermann, UA 10. Mai 1970, Bühnen der Stadt Magdeburg, und 11. Mai 1970, Landestheater Dessau)
- Levins Mühle (1972, Oper in neun Bildern frei nach dem gleichnamigen Roman von Johannes Bobrowski, Libretto von Ingo Zimmermann, UA 27. März 1973, Staatsoper Dresden)
- Der Schuhu und die fliegende Prinzessin (1976, Märchenoper in drei Abteilungen nach Peter Hacks’ Der Schuhu und die fliegende Prinzessin, Einrichtung zum Libretto von Udo Zimmermann und Eberhard Schmidt, UA 30. Dezember 1976, Dresden; BRD-EA 5. Mai 1977 zur Eröffnung der Schwetzinger Festspiele durch das Ensemble des Staatstheaters Darmstadt)
- Die wundersame Schustersfrau (1982, Oper in zwei Akten nach Federico García Lorca, Einrichtung zum Libretto von Udo Zimmermann und Eberhard Schmidt, UA 25. April 1982, Schloßtheater Schwetzingen durch das Ensemble der Hamburgischen Staatsoper; DDR-EA  28. September 1982, Oper Leipzig und  Deutsche Staatsoper Berlin)
- Weiße Rose (1986, Kammeroper, Szenen für zwei Sänger und 15 Instrumentalisten nach Texten von Wolfgang Willaschek, UA 27. Februar 1986, Opera Stabile, Hamburg)

### Instrumentalmusik
- Dramatische Impression 1963 für Violoncello und Klavier bzw. Orchester (1963)
- L’Homme. Meditationen für Orchester nach Eugène Guillevic (1970)
- Sieh, meine Augen. Reflexionen für Kammerorchester nach Ernst Barlach (1970)
- Mutazoni per orchestra (1973)
- Sinfonia come un grande lamento. Dem Andenken Federico García Lorcas (1977)
- Songerie pour orchestre de chambre. Dem Andenken von Karl Böhm (1982)
- Canticum marianum für 12 Violoncelli solo (1984)
- Mein Gott, wer trommelt denn da? Reflexionen für Orchester. Dem Andenken von Sophie und Hans Scholl (1986)
- Nouveaux Divertissements d’après Rameau pour cor et orchestre de chambre. Für Peter Damm (1988)
- Dans la marche. Hommage à Witold Lutosławski (1994)
- Lieder von einer Insel. Konzert für Violoncello und Orchester. Für Jan Vogler (2009)
- Brahms-Fanfare für zehn Blechbläser und Pauke (2010)
- Konzert für Violine und Orchester. Für Elena Denisova (2013)

### Film- und Rundfunkmusik
- Ein April hat 30 Tage (1978)
- Der Morgen (1980) DEFA, Regie: Konrad Weiß
- So spricht das Leben (1981)
- Die Generale (1986)
- Schatten (1987) DEFA, Regie: Konrad Weiß

## Schriften
- Frank Geißler (Hrsg.): Man sieht, was man hört. Udo Zimmermann über Musik und Theater. Reclam, Leipzig 2003, ISBN 3-379-00810-9.